# Rick Genest
Rick Genest (Montréal, 7 agosto 1985 – Montréal, 1º agosto 2018) è stato un modello canadese, anche conosciuto come Zombie Boy per una serie di tatuaggi, riproducenti l'apparato scheletrico e muscolare umano, che copriva la maggior parte del suo corpo e che rendeva il suo aspetto simile ad un cadavere o, appunto, uno "zombie".

## Biografia
Genest è nato a Châteauguay, Quebec. All'età di 15 anni gli fu diagnosticato un tumore al cervello. È stato in lista d'attesa per sei mesi, durante i quali ha contemplato la propria vita e la sua possibile morte, prima di sottoporsi all'intervento con minime complicazioni.
Genest detiene il Guinness World Record per il maggior numero di tatuaggi di ossa umane (139). In precedenza ha detenuto il Guinness World Record per la maggior parte dei tatuaggi di insetti (176) fino a novembre 2018, quando Joshua Thornton ha vinto il titolo.

## Carriera

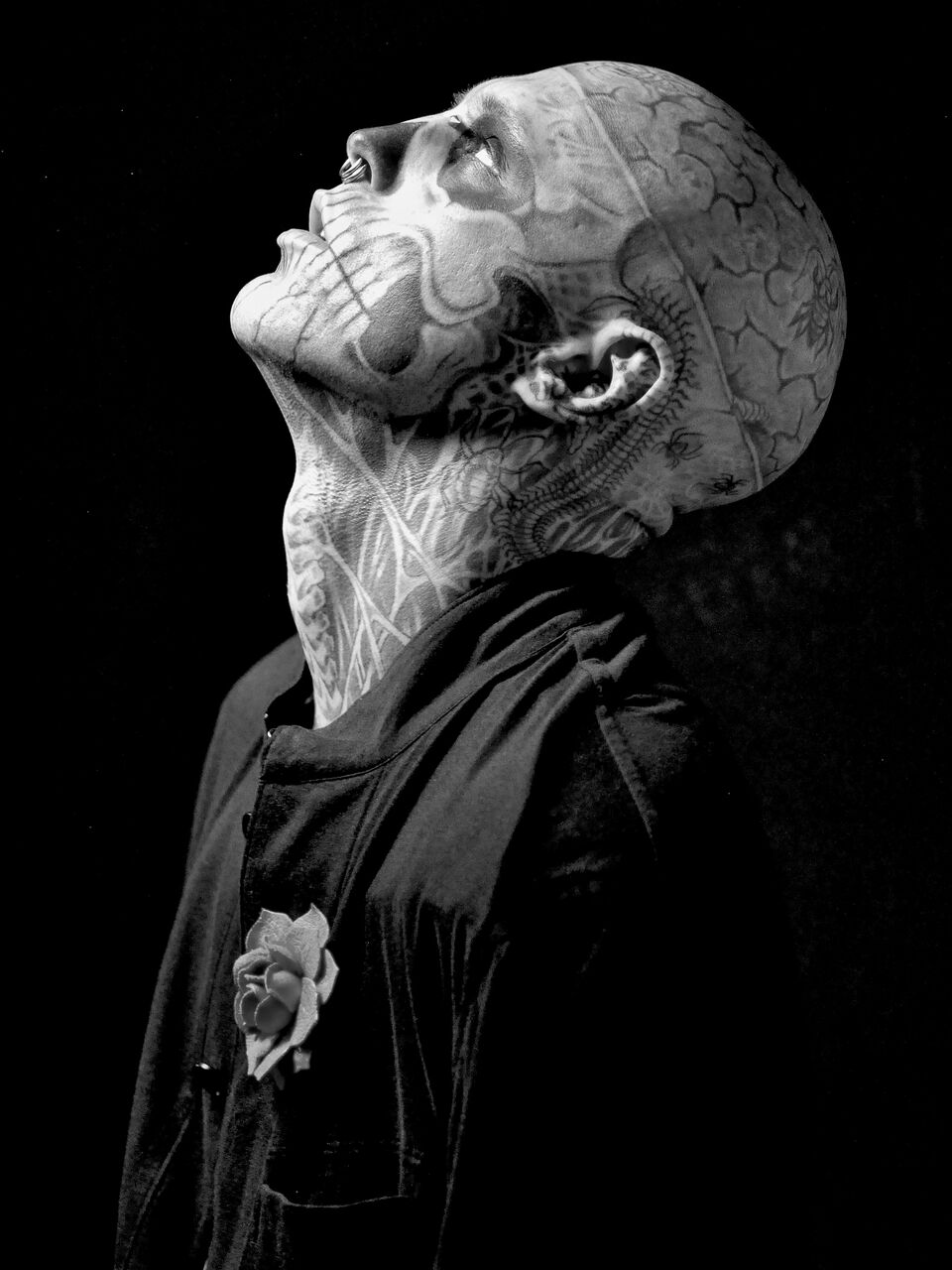
Zombie Boy

I tatuaggi, realizzati quasi tutti da Frank Lewis, sono stati iniziati quando il modello aveva ventuno anni, ed hanno richiesto sei anni per essere completati. Genest è divenuto famoso a livello internazionale grazie a Facebook. La sua pagina fan è arrivata a contare più di un milione e mezzo di sostenitori e lo ha aiutato ad essere notato anche da Nicola Formichetti, direttore creativo dello staff di Lady Gaga. Rick Genest è quindi comparso nel videoclip del brano di Lady Gaga Born This Way, in cui la cantante compare tatuata allo stesso modo.
Grazie alla popolarità ottenuta, Genest è diventato testimonial della collezione Dermablend della Vichy e della campagna promozionale della collezione autunno/inverno di Thierry Mugler. Rick Genest, insieme a Lady Gaga, è anche apparso nelle sfilate di Mugler. Genest è inoltre apparso in un servizio di Vogue Hommes Japan, fotografato da Mariano Vivanco e in GQ Style. Nel 2013 ottiene una parte nel film 47 Ronin. Nel 2014 è testimonial anche per L'Oréal, che però lo fa comparire nella sua versione "originale", cioè "ripulito" dai tatuaggi grazie all'utilizzo di un particolare cosmetico, il Dermablend Pro.

## Morte
Il 1º agosto 2018, Genest è stato trovato morto dopo una caduta dal balcone nel suo appartamento, il Plateau-Mont-Royal, sei giorni prima dal suo trentatreesimo compleanno. Una fonte della polizia ha detto alla CBC che si è trattato di un suicidio. Alcuni dei parenti ed amici stretti credono che sia stato un incidente involontario. Rick non lasciò alcuna nota di suicidio e la sua autopsia non trovò traccia di droghe. Il suo manager notò che la ringhiera del balcone era molto più bassa del normale affermando che molte volte Genest si appoggiava o si sedeva sulle ringhiere mentre fumava e che questo avrebbe facilitato la caduta.